# Uniondale (Südafrika)
Uniondale ist eine Stadt in der südafrikanischen Provinz Westkap (Western Cape). Sie gehört zur Gemeinde George im Distrikt Garden Route.

## Geographie
Uniondale liegt im Osten der Provinz in der Little Karoo. Der Ort liegt im Tal des Kammanasie River, einem Nebenfluss des Olifants River, unterhalb des bis zu 1675 Meter hohen Tsitsikamma-Gebirges. Der Holdrif River mündet in Uniondale in den Kammanasie River.
2011 hatte Uniondale 4525 Einwohner.
Uniondale liegt im Osten des Gouritz Cluster, das 2015 von der UNESCO als Biosphärenreservat anerkannt wurde. Dort stoßen Fynbos, Sukkulentenkaroo und subtropisches Dickicht aufeinander.

## Geschichte
Uniondale entstand 1856 aus den Orten Hopedale und Lyon. Die Stadt war zeitweise bekannt für ihren Wagenbau und die Straußenfedergewinnung.

## Wirtschaft und Verkehr
Unmittelbar westlich an der Stadt vorbei führt die Fernstraße N9, die nördlich der Stadt zusammen mit der R339 verläuft. Die N9 verbindet unter anderem Graaf-Reinet im Nordosten mit George im Südwesten, während die R339 im Norden von der R341 abzweigt und im Süden bis kurz vor Knysna führt. Uniondale Poort ist ein touristisch bedeutender Pass auf der R339 zwischen Uniondale und Avontuur. Weitere Straßen bei Uniondale führen über Pässe. Uniondale liegt an der Route 62.

## Persönlichkeiten
- Chris Heunis (1927–2006), Politiker (Nasionale Party), geboren in Uniondale